# 中村晃 (野球)
中村 晃（なかむら あきら、1989年11月5日 - ）は、埼玉県朝霞市出身のプロ野球選手（外野手、内野手）。左投左打。福岡ソフトバンクホークス所属。

## 経歴

### プロ入り前
小学校2年生の時に岡ファイターズという少年野球チームに所属し、野球を始めた。朝霞市立朝霞第二中学校では軟式野球部に所属し、髙島祥平とは中学時代から同じチームに所属していた関係がある。一つ下の学年であった。帝京高校入学時は内野手兼投手だったが、同級生に大田阿斗里（横浜ベイスターズに入団）や垣ヶ原達也（青山学院大学→日立製作所）といった好投手がおり、投手としての自分に限界を感じて野手を志したという。子どもの頃は埼玉西武ライオンズのファンだった。
帝京高等学校入学後1年夏からベンチ入り。1年秋から「不動の4番打者」に君臨して、2年夏から3季連続で甲子園に出場。2年秋からは主将を務め、高校通算本塁打は60本を記録した。3年夏の甲子園では15打数で7安打を記録。監督の前田三夫曰く、「下級生が4番に座ることに対して不平不満を誰もいわないくらいに勝負強かった」という。帝京高校では1学年下に杉谷拳士と髙島祥平、2学年下には原口文仁がいた。
2007年10月3日に行われた高校生ドラフト会議では、福岡ソフトバンクホークスから3位指名を受け、同年10月22日に契約金5000万円、年俸600万円（いずれも推定）で仮契約した。担当スカウトは作山和英。背番号は60。

### ソフトバンク時代
帝京高監督の前田三夫の方針により一塁を守っていたが、自身の強肩・俊足を生かすため、本人の意向でプロ入りに際し外野手へ転向。目標の選手として、当時のチームメイトで同じ左投左打の外野手である柴原洋と大村直之の名前を挙げている。
2008年10月13日のフェニックス・リーグの対読売ジャイアンツ戦で監督の秋山幸二が視察した際に、推定飛距離120メートルの特大アーチを放った。
2010年は、2月23日、右手有鈎骨鈎の摘出手術を受けた。台湾で開催された第17回IBAFインターコンチネンタルカップの日本代表に選出された。また、豪州ウインターリーグに派遣された。
2011年は、長谷川勇也の不調やホセ・オーティズ、松中信彦の故障でチャンスがめぐってくる。5月3日に一軍に初招集されると即日に代走で初出場。10日には「8番・左翼手」で初先発出場し、寺原隼人から初安打、初打点。さらに同じ回に3盗を決め初盗塁。川﨑宗則の安打で初得点、さらにはその後も2安打を放ち初の猛打賞を記録した。
2012年は、初の開幕一軍スタート。一軍では思うような結果を残すことができなかったが、自己最多の39試合に出場した。二軍では首位打者と最高出塁率の二冠を達成した。
2013年は、オープン戦で.305の高打率を残し、開幕一軍を手にした。3月31日の対東北楽天ゴールデンイーグルス戦の5回、代打で迎えたシーズン初打席で遊ゴロを打ち、一塁にヘッドスライディングした際に右手小指を骨折し、戦線離脱を余儀なくされた。それでも5月半ばに復帰すると、優れた選球眼、バットコントロール、高い出塁率を評価され1番打者に定着。チームの交流戦優勝に貢献した。結果的には自身初めて規定打席に到達し、打率.307（リーグ7位）、出塁率.392（同4位）の好成績を残した。オフの11月には、台湾で行われた「2013 BASEBALL CHALLENGE 日本 VS チャイニーズ・タイペイ」の日本代表に選出された。
2014年は、3月、4月は月間打率.286だったが、5月は.299、6月、7月、8月と夏場にさしかかって3か月連続で月間打率3割を維持した。開幕からレギュラーを務め自己最多の143試合に出場し、主に1番打者（99試合）として活躍した。176安打で初の最多安打のタイトルを獲得するなど、75得点（リーグ5位）、4三塁打（同8位）、59四球（同10位）、出塁率.375（同9位）などの好成績を残し、チームの優勝に大きく貢献した。

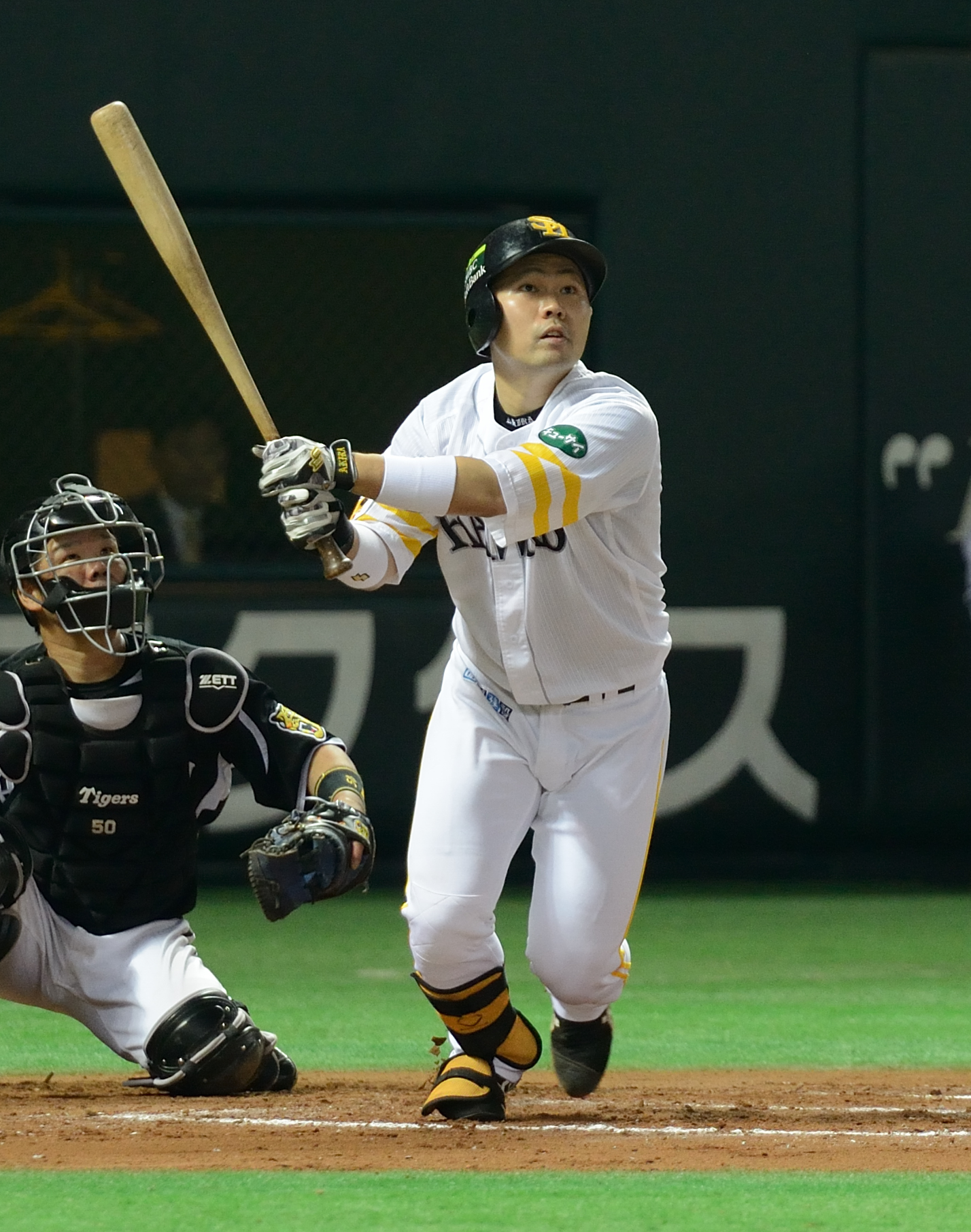
2014年10月29日 日本シリーズ第4戦 10回裏サヨナラ3点本塁打を打つ

阪神タイガースとの日本シリーズ第4戦では、10回裏呉昇桓からサヨナラ3点本塁打を放った。
シーズンオフには日米野球2014の日本代表に選出されたが、怪我のため辞退した。11月30日に背番号を7へ変更することが発表された。
2015年は打率.300（リーグ5位）、152安打（同5位）、66四球（同7位）、出塁率.386（同6位）、得点圏打率.375（120打数45安打、同2位）などの好成績を残し、チームのリーグ2連覇に大きく貢献した。
10月4日の対楽天戦において、9回表に決勝打となる適時打を放ち、この勝利がチームの1956年の南海ホークス以来、59年ぶりの90勝到達となった。
東京ヤクルトスワローズとの日本シリーズでは、10月25日の第2戦で前年の日本シリーズ第4戦のサヨナラ本塁打に続く2年連続の日本シリーズでの本塁打を記録。チームの日本一連覇に寄与した。
また、7月16日に第1回WBSCプレミア12の日本代表の第1次候補選手に選出され、9月10日に第1回WBSCプレミア12の日本代表候補選手に選出されたが、日本代表最終ロースター28名には選出されなかった。しかし、11月1日に内川聖一の代替選手として日本代表に選出された。11月14日に台湾の桃園国際野球場で行われたオープニングラウンドグループB、対アメリカ合衆国戦では、右翼手で先発出場し3安打。翌15日の対ベネズエラ戦では、1点ビハインドの9回裏一死満塁の場面で、相手の暴投で同点の後、左前適時打を放ち、オープニングラウンド全勝通過に貢献。翌16日の準々決勝、対プエルトリコ戦においても、2安打2四球1敵失で全5打席で出塁して勝利に貢献した。
12月22日、契約更改交渉に臨み、4300万円アップの年俸1億2000万円（金額は推定）でサインした。
2016年はシーズン開幕前の2月15日に「侍ジャパン強化試合 日本 vs チャイニーズタイペイ」の日本代表に選出された。
レギュラーシーズンは、楽天との開幕戦を「7番・左翼手」で迎え、3月26日の第2回戦では同点適時打を放ち、シーズン初打点を記録する。4月2日の対北海道日本ハムファイターズ戦では、プロで初めて5番打者で出場。決勝点を犠飛で挙げる。5月1日の対埼玉西武ライオンズ戦では、シーズン1号3点本塁打を放ち、9月22日の対日本ハム戦では、自身キャリアハイの7号ソロ本塁打を記録した。打率はレギュラー定着後としては自己最低の.287にとどまったが、BB/Kがリーグ1位の「1.87」を記録したこともあり、出塁率はリーグ3位の.416であった。4月17日の対楽天戦においての死球での途中交代や、9月4日の対楽天戦で右太もも裏を痛めての途中交代があったが、自身初となる全試合出場を達成した。
日本ハムとのクライマックスシリーズファイナルステージでは、10月14日の第3戦にソロ本塁打を放つ。
シーズンオフの10月31日に辞退した柳田悠岐の代替選手として「侍ジャパン 野球オランダ代表 野球メキシコ代表 強化試合」の日本代表に追加招集された。高い出塁能力が評価されたこともあり、12月13日、3000万円アップの1億5000万円（金額は推定）で契約を更改。
2017年は、3月24日のオープン戦、対広島東洋カープ戦で2安打を放ち、オープン戦首位打者に立つ。3月31日のロッテとの開幕戦では、「6番・左翼手」で先発出場し、2安打を記録。5月8日までに打率.241と低迷するが、5月10日の対オリックス・バファローズ戦で、シーズン初本塁打を放つなど、5月の月間打率は.337と復調をみせる。6月7日のセ・パ交流戦、対ヤクルト戦では、シーズン4度目の猛打賞を記録し、打率も.285と上げる。7月2日の楽天との首位攻防戦では、これまで5試合で無失点と抑えられていた松井裕樹から松田宣浩とともに連続適時打で3点を奪い、チームは首位楽天にマイナス0.5ゲーム差で迫った。7月27日の楽天との首位攻防戦においても、決勝打となる適時打を放ち、チームの2年ぶりのリーグ優勝に貢献した。打率は.270と下げたが2年連続の全試合出場を達成。外野守備では8月16日の対オリックス戦での9回同点のピンチを救う補殺など、自己最多の補殺6を記録。2014年以来、100試合以上出場した中で最高の守備率.996を記録した。
楽天とのクライマックスシリーズファイナルステージにおいて、10月19日の第2戦では、チャンスでのバント失敗で得点にならず敗戦となるが、10月20日の第3戦で、6回以降、両チーム同点のまま無得点が続いて迎えた8回裏二死一塁の場面で、福山博之から決勝となる2点本塁打を放つ。10月21日の第4戦においては、1点ビハインドの6回裏に、宋家豪から4番・内川聖一、5番・中村の連続ソロ本塁打を放ち逆転するなど活躍し、日本シリーズに進出する。第3戦で本塁打を打ち守備につく際には思わず涙した。
横浜DeNAベイスターズとの日本シリーズでは、10月29日の第2戦、1点ビハインドの7回裏、二死満塁の場面で、右前に適時打。二塁走者今宮健太のリプレー検証となる際どいタイミングでの好走塁で2点逆転決勝打となる。11月2日の第5戦では、石田健大から2点本塁打を放ち、2014年、2015年に続く日本シリーズでの本塁打を記録する。11月4日の第6戦においては、同点で迎えた延長11回裏、二死一・二塁の場面で、川島慶三の右前安打で二塁走者として本塁へ激走。ヘッドスライディングで日本一を決めるサヨナラ適時打の走者となり、2年ぶりのチームの日本一奪還に貢献した。
シーズンオフの12月25日、契約更改交渉に臨み、2000万円アップの年俸1億6000万円プラス出来高（金額は推定）で契約合意に達した。初めて代理人として北村晴男弁護士が同席した。
2018年は打撃をアッパースイングに変更しシーズンに臨んだが、これがうまく行き開幕からスタメンで活躍し、3年ぶりの150安打に迫る148安打を放ち、最終的に打率.292と3年ぶりの高打率を残し、二塁打は28本（これまでの自己最高は2013年の22本）、本塁打は14本（これまでの自己最高は2016年の7本）といずれも自己最高となり、長打率.435も2013年の.403を大幅に上回る自己最高となり充実したシーズンとなった。チームでは柳田とともにフライボール革命になじみ犠飛は自己最高の6つを記録している。クライマックスシリーズと日本シリーズでも全試合で先発出場し、13試合で16安打を放ち日本一に貢献した。
2019年3月23日、自律神経失調症と診断され、自宅療養を行うために開幕一軍を逃す。その後4月中旬から三軍の練習に合流すると5月31日には一軍に復帰。しかしその後腰痛などの故障が重なり一軍と二軍を行き来するシーズンとなり、44試合出場にとどまった。オフには柳田に代わって選手会長に就任することが発表された。
2020年は両膝の痛みを始めとする体調不良により、2年連続で開幕一軍を逃した。7月11日に一軍昇格後は好調をキープし、ウラディミール・バレンティンの不振もあり、7月17日のオリックス戦（京セラドーム大阪）ではプロ入り初めて4番に起用され、プロとして全打順を経験したことになった。7月28日の西武戦（福岡PayPayドーム）では自身初となる1試合5打点を記録した。8月26日のオリックス戦（福岡PayPayドーム）では9回裏、3-3の同点、一死一塁の場面で打席を迎えた。この試合は4打数無安打2三振、さらに11打席連続無安打と不調だったが、ブランドン・ディクソンから、レギュラーシーズンでは自身初となるサヨナラ打を放ち右中間を破る安打（記録は三塁打）を放ち、安打で出塁した松田宣浩の代走の牧原大成が一塁から長躯ホームインし、プロ入り後初のサヨナラ安打を記録した。9月17日の北海道日本ハムファイターズ戦（札幌ドーム）では、9回表無死一塁の場面でここまで11打席連続無安打だったが、上原健太から0-0の均衡を破るきっかけとなる三塁手強襲の通算1000安打となる内野安打を放った。この試合のヒーローインタビューで前日16日に急逝した川村隆史三軍コンディショニング担当に対する思いを語った。4番で起用された試合は打率.320を記録し、リーグ優勝に貢献した。ロッテとのクライマックスシリーズでは第2戦に陳偉殷から2打席連続本塁打、4打点を記録してMVPに選ばれた。巨人との日本シリーズでは第3戦にエンジェル・サンチェスからCS・日本シリーズ7本塁打となる、先制2点本塁打を放つなど、15打数5安打、4打点の活躍で優秀選手に選ばれ、日本一に貢献した。シーズンオフ12月17日におこなわれたNPB AWARDS 2020において、中田翔と共にゴールデングラブ賞を初受賞し表彰される。
2021年は本格的に一塁手へ転向したものの打撃不振が続いた。バックアップできる選手がいなかったという事情もあり、チーム最多となる122試合で一塁を守った。この年は139試合に出場し、規定打席に到達したシーズンとしては最も低い打率.245に終わった。失策はわずか1で2年連続でゴールデングラブ賞を受賞した。
2022年4月27日の対西武戦（福岡PayPayドーム）の8回の第4打席、右翼のファウルポール直撃の同年第1号本塁打を打つ。この年から福岡PayPayドームの両翼ファウルポールはマルタイが「マルタイ棒ラーメンポール」と命名権を取得しており、ポール直撃の本塁打を打った選手にマルタイ棒ラーメン1年分が贈呈されることとなっていた。オープン戦、公式戦を通じて、ポール直撃本塁打を打ったのは中村が初めてであり、棒ラーメンの贈呈を受けた第1号選手となった。また、偶然にもマルタイの見藤史朗社長がこの試合を現地で観戦しており、贈呈式では中村はその時のホームランボールを見藤にプレゼントしている。114試合に出場し、打率.253、3年連続となるゴールデングラブ賞を受賞し、減俸制限ギリギリとなる9000万円減の1億5000万円（金額は推定）で2年契約＋活躍次第で1年延長のオプションで契約を結んだ。この契約更改交渉では、代理人として北村晴男も参加したため、会見では北村も同席した。
2023年136試合に出場し、うち133試合に先発で出場。6月24日のオリックス戦でジェイコブ・ワゲスパックからサヨナラ適時打、9月30日の日本ハム戦で田中正義からレギュラーシーズンでは自身初のサヨナラ本塁打を放った。1番や5番などさまざまな役割をこなした上で、リーグ7位の打率.274、リーグ6位の出塁率.351を記録した。守備率.998で球団初となる4年連続でゴールデングラブ賞を受賞した。
2024年は山川穂高（一塁手）とアダム・ウォーカー（外野手）が加入した影響で開幕は一軍で迎えたものの、控えに回ることとなった。シーズン初スタメンとなった4月12日の西武戦では決勝適時打を放ったものの、前半戦終了時点では137打席で打率.195、うち代打としては47打席で打率.171と振るわず、8月12日には背部痛で登録抹消。最短10日間での一軍復帰が予定されていたが、発熱により見送られ、二軍での実戦復帰を経て、9月7日に一軍復帰を果たした。9月11日の楽天戦では1か月ぶりのスタメン出場となり、シーズン初の猛打賞を記録。この年はリーグ最多となる70回の代打起用で打率.203、シーズン成績では101試合の出場で打率.221、2012年以来となるシーズン0本塁打に終わった。12月20日、5000万円減となる推定年俸1億円プラス出来高払いで契約で更改した。
2025年、オープン戦では主に代打で打率.400を記録。柳田悠岐か近藤健介がDH起用となる場合は、外野に1枠空きが生まれるチーム構想に加え、開幕5番打者の本命であった栗原陵矢が右脇腹痛で離脱した中、若手野手はアピール不足に終わったが、小久保裕紀監督は「正直いって、晃を5番DHにすれば収まる。なぜそうしないのか。将来的に長く、強いチームをつくる環境をつくるため」と中村を代打の切り札として起用することを明言した。代打要員として開幕を一軍で迎えると、開幕早々に近藤が腰痛を悪化させ、腰の手術で長期離脱となり、小久保監督は「前言撤回になりますが、中村晃と話をして代打一本のところを栗原、近藤がいない状況でDH、一塁をやってもらうことを了承してもらった」と話し、4月1日の日本ハム戦でシーズン初スタメン。第1打席で先制点に繋がる安打を放つと、第2打席では追加点となる適時打も放ち、チームのシーズン初勝利に貢献した。5月15日の西武戦では2年ぶりに4番を務めた。

## 選手としての特徴

### 打撃

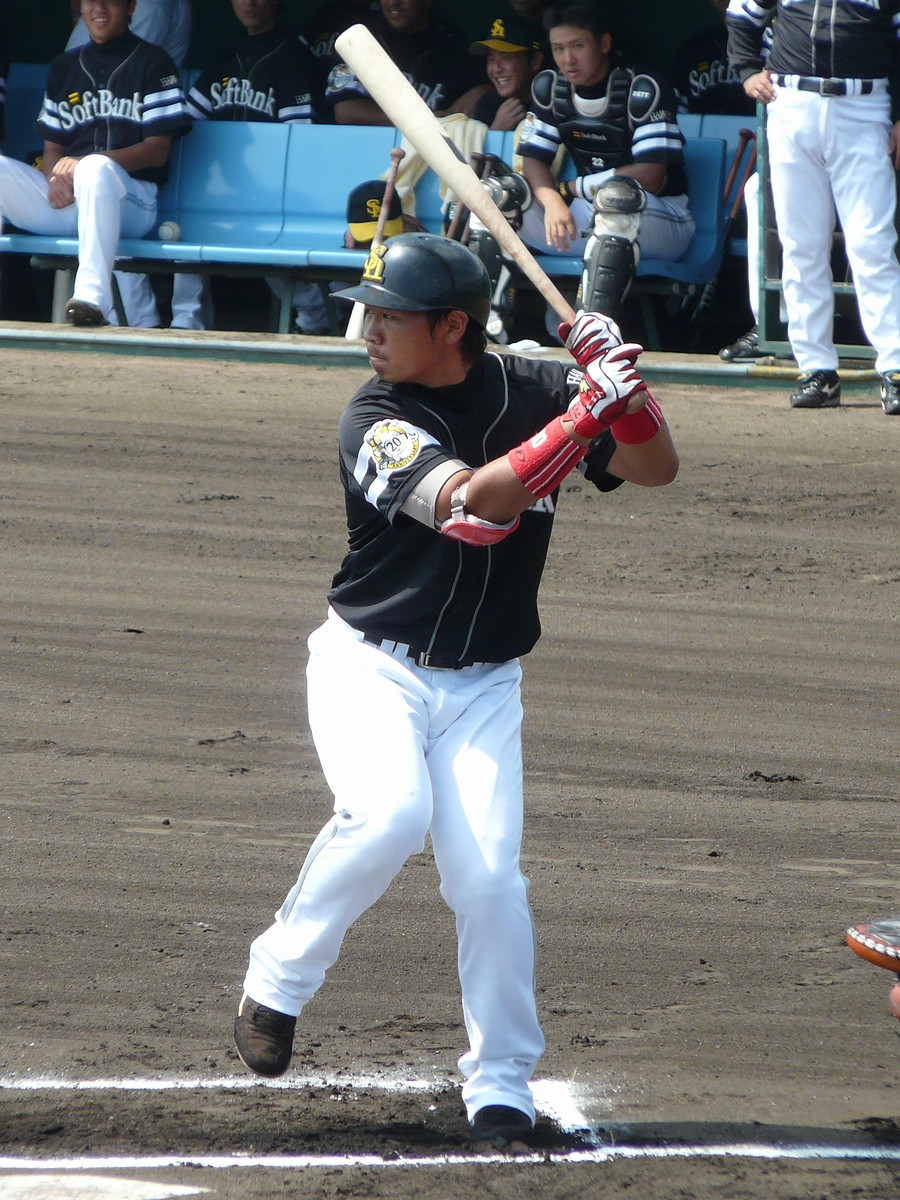
打席に立つ中村晃

帝京高校時代は1年秋から4番を打ち、高校通算60本塁打を放つ強打者であったが、高校時代の恩師である前田三夫曰く、高校時代から「長打を打つだけではなく、場面に応じて逆方向に打ったりバントを厭わない、チームバッティングができる打者」であったという。また、スポーツライターの安倍昌彦も高校時代から既に「バットの真っ芯で捉える」「インパクトの一瞬に全身の力を集中させる」「"決めた1球"を決して逃さない」技術を併せ持つ稀有な打者であったと高く評価している。
プロ入りにあたって、「高校生のときは本塁打打者でしたが、プロでは首位打者を獲れるような打者になりたいです」と述べている。監督として指導した秋山幸二は「技術屋」、王貞治は「打撃職人」と、それぞれ高く評価している。
高い打撃技術の中でも、選球眼や粘り強さに特に優れており、本人も選球眼の向上や出塁率に強いこだわりを持っているとのこと。本人曰く、「ボールがしっかり見えているかどうか（を大切にしている）。そうすればボール球を見極められて、手を出すことは少なくなる」とのことである。特に「BB/K」（四球と三振の割合から打者の選球眼を見る指標）は、2015年（1.40）、2016年（1.87）と、2年連続でリーグ1位の成績であり、2016年シーズン終了時点では、通算でも「1」を上回っている。また、バットコントロールは「類稀なる」と評価されるほどであり、一例として2016年シーズンを挙げると、コンタクト率（スイングに対してバットが当たった割合）が「93.5%」（リーグ1位）、ボールゾーンスイング率が「19.5%」（リーグ2位）、「PA/K」（1三振までに掛かる打席数）が「11.55」（リーグ1位）と、選球能力の高さが指標で示されている。打球方向の40%以上が左方向であるスプレーヒッターである。
斉藤和巳は、「相手投手にとって本当に嫌な存在だったと思います。弱点がないですから、ピッチャーはどこに投げていいのかわからないですね」と高く評価している。
状況判断能力や出塁能力に優れることから、チーム状況に応じて複数の打順で起用されることが多く、例えば2016年シーズンは、「1番（25試合）、2番（2試合）、3番（19試合）、5番（9試合）、6番（39試合）、7番（49試合）」と、6つの打順で起用された。そのため前述の通り、プロ入り後全ての打順を経験している。

### 走塁・守備
先述のとおり、粘り強さや選球眼を持ち味とする打撃が特徴として述べられることが多いが、守備の評価も高い。帝京高校時代は、左利きであることやチーム事情もあり、一塁手が定位置であったが、前田三夫曰く、入学当時から「天性のハンドリング」を誇っていたという。プロ入り後は左翼手や右翼手としての出場が多いが、2016年のRF（レンジファクター）は「2.08」（外野手としてリーグ3位）であり、広い守備範囲の持ち主である。外野手部門で3度のゴールデングラブ賞受賞歴がある柴原洋は「打撃がクローズアップされるけど、もともと守備のうまさはある。スローイングもブレがなくなってきた。ゴールデングラブ賞も取れる」と評価している。
打撃・守備の両面において全力疾走を怠らない。

## 人物
- 愛称は「アキラ」。
- 前田三夫が「野球に対する姿勢が素晴らしくストイック」と称賛するように、人一倍の努力家であり、シーズン中の休日返上練習や年末の（ヤフオクドームでの）「一人自主トレ」が話題になることが少なくないほか[4][103]、2016年の契約更改では、ヤフオクドームでのライブ（コンサート）開催時に練習ができないことへの改善要望に交渉時間の多くを費やしたことが話題になった[37]。なお、年明けは母校・帝京高等学校での自主トレが恒例だという[4]。
- 目標とする選手は岩村明憲（当時タンパベイ・レイズ所属）[5]。憧れの人物は大村直之と松井稼頭央[104]。
- 石川柊太、柳田悠岐と同じくももいろクローバーZのファン（モノノフ）[105]。

## 詳細情報

### 年度別打撃成績
| 年 度      | 球 団        | 試 合 | 打 席 | 打 数 | 得 点 | 安 打 | 二 塁 打 | 三 塁 打 | 本 塁 打 | 塁 打 | 打 点 | 盗 塁 | 盗 塁 死 | 犠 打 | 犠 飛 | 四 球 | 敬 遠 | 死 球 | 三 振 | 併 殺 打 | 打 率 | 出 塁 率 | 長 打 率 | O P S |
| ---------- | ------------ | ----- | ----- | ----- | ----- | ----- | -------- | -------- | -------- | ----- | ----- | ----- | -------- | ----- | ----- | ----- | ----- | ----- | ----- | -------- | ----- | -------- | -------- | ----- |
| 2011       | ソフトバンク | 33    | 52    | 48    | 6     | 8     | 1        | 0        | 0        | 9     | 2     | 4     | 0        | 4     | 0     | 0     | 0     | 0     | 11    | 0        | .167  | .167     | .188     | .354  |
| 2012       | ソフトバンク | 39    | 63    | 57    | 6     | 13    | 2        | 0        | 0        | 15    | 3     | 2     | 2        | 2     | 1     | 3     | 0     | 0     | 5     | 0        | .228  | .262     | .263     | .525  |
| 2013       | ソフトバンク | 109   | 492   | 427   | 77    | 131   | 22       | 2        | 5        | 172   | 44    | 7     | 9        | 2     | 2     | 54    | 1     | 7     | 59    | 12       | .307  | .392     | .403     | .795  |
| 2014       | ソフトバンク | 143   | 638   | 571   | 75    | 176   | 22       | 4        | 4        | 218   | 61    | 10    | 2        | 3     | 2     | 59    | 2     | 3     | 61    | 4        | .308  | .375     | .382     | .757  |
| 2015       | ソフトバンク | 135   | 590   | 506   | 58    | 152   | 22       | 0        | 1        | 177   | 39    | 7     | 4        | 9     | 3     | 66    | 0     | 6     | 47    | 7        | .300  | .386     | .350     | .735  |
| 2016       | ソフトバンク | 143   | 612   | 488   | 69    | 140   | 21       | 1        | 7        | 184   | 50    | 6     | 5        | 9     | 4     | 99    | 4     | 12    | 53    | 8        | .287  | .416     | .377     | .793  |
| 2017       | ソフトバンク | 143   | 600   | 511   | 66    | 138   | 19       | 2        | 6        | 179   | 42    | 3     | 5        | 14    | 5     | 67    | 0     | 3     | 57    | 5        | .270  | .355     | .350     | .705  |
| 2018       | ソフトバンク | 136   | 580   | 506   | 57    | 148   | 28       | 1        | 14       | 220   | 57    | 1     | 1        | 3     | 6     | 60    | 4     | 5     | 68    | 5        | .292  | .369     | .435     | .804  |
| 2019       | ソフトバンク | 44    | 159   | 139   | 10    | 34    | 3        | 1        | 3        | 48    | 11    | 0     | 0        | 3     | 1     | 15    | 0     | 1     | 13    | 0        | .245  | .321     | .345     | .666  |
| 2020       | ソフトバンク | 100   | 413   | 362   | 43    | 98    | 13       | 2        | 6        | 133   | 50    | 0     | 0        | 3     | 6     | 39    | 0     | 3     | 47    | 4        | .271  | .341     | .367     | .709  |
| 2021       | ソフトバンク | 139   | 552   | 462   | 49    | 113   | 20       | 2        | 8        | 161   | 56    | 1     | 1        | 11    | 6     | 70    | 3     | 3     | 59    | 8        | .245  | .344     | .348     | .692  |
| 2022       | ソフトバンク | 114   | 435   | 379   | 34    | 96    | 12       | 2        | 7        | 133   | 51    | 2     | 3        | 7     | 2     | 45    | 2     | 2     | 48    | 7        | .253  | .334     | .351     | .685  |
| 2023       | ソフトバンク | 136   | 585   | 511   | 52    | 140   | 13       | 2        | 5        | 172   | 37    | 0     | 2        | 7     | 4     | 60    | 3     | 3     | 53    | 8        | .274  | .351     | .337     | .688  |
| 2024       | ソフトバンク | 101   | 203   | 181   | 15    | 40    | 4        | 0        | 0        | 44    | 16    | 0     | 1        | 1     | 1     | 19    | 1     | 1     | 24    | 6        | .221  | .297     | .243     | .540  |
| 通算：14年 | 通算：14年   | 1515  | 5974  | 5148  | 617   | 1427  | 202      | 19       | 66       | 1865  | 519   | 43    | 35       | 78    | 43    | 656   | 20    | 49    | 605   | 74       | .277  | .362     | .362     | .724  |

- 2024年度シーズン終了時
- 各年度の太字はリーグ最高

### WBSCプレミア12での打撃成績
| 年 度 | 代 表 | 試 合 | 打 席 | 打 数 | 得 点 | 安 打 | 二 塁 打 | 三 塁 打 | 本 塁 打 | 塁 打 | 打 点 | 盗 塁 | 盗 塁 死 | 犠 打 | 犠 飛 | 四 球 | 敬 遠 | 死 球 | 三 振 | 併 殺 打 | 打 率 | 出 塁 率 | 長 打 率 |
| ----- | ----- | ----- | ----- | ----- | ----- | ----- | -------- | -------- | -------- | ----- | ----- | ----- | -------- | ----- | ----- | ----- | ----- | ----- | ----- | -------- | ----- | -------- | -------- |
| 2015  | 日本  | 7     | 20    | 18    | 5     | 11    | 1        | 0        | 0        | 12    | 3     | 0     | 0        | 0     | 0     | 2     | 0     | 0     | 0     | 0        | .611  | .650     | .667     |

- 太字は大会最高

### 年度別守備成績
| 年 度 | 球 団        | 一塁  | 一塁  | 一塁  | 一塁  | 一塁  | 一塁     | 外野  | 外野  | 外野  | 外野  | 外野  | 外野     |
| 年 度 | 球 団        | 試 合 | 刺 殺 | 補 殺 | 失 策 | 併 殺 | 守 備 率 | 試 合 | 刺 殺 | 補 殺 | 失 策 | 併 殺 | 守 備 率 |
| ----- | ------------ | ----- | ----- | ----- | ----- | ----- | -------- | ----- | ----- | ----- | ----- | ----- | -------- |
| 2011  | ソフトバンク | 9     | 15    | 1     | 0     | 2     | 1.000    | 15    | 32    | 1     | 0     | 1     | 1.000    |
| 2012  | ソフトバンク | 14    | 96    | 10    | 0     | 6     | 1.000    | 15    | 4     | 1     | 0     | 0     | 1.000    |
| 2013  | ソフトバンク | 69    | 445   | 24    | 7     | 35    | .985     | 65    | 79    | 5     | 0     | 2     | 1.000    |
| 2014  | ソフトバンク | 81    | 468   | 21    | 1     | 29    | .998     | 100   | 146   | 5     | 1     | 1     | .993     |
| 2015  | ソフトバンク | 55    | 306   | 25    | 3     | 20    | .991     | 105   | 145   | 4     | 1     | 0     | .993     |
| 2016  | ソフトバンク | 14    | 66    | 4     | 0     | 7     | 1.000    | 138   | 282   | 3     | 3     | 0     | .990     |
| 2017  | ソフトバンク | 12    | 89    | 3     | 0     | 7     | 1.000    | 137   | 242   | 6     | 1     | 0     | .996     |
| 2018  | ソフトバンク | 48    | 324   | 19    | 1     | 26    | .997     | 102   | 133   | 2     | 0     | 0     | 1.000    |
| 2019  | ソフトバンク | 5     | 10    | 1     | 0     | 1     | 1.000    | 38    | 44    | 1     | 0     | 0     | 1.000    |
| 2020  | ソフトバンク | 60    | 452   | 32    | 4     | 45    | .992     | 29    | 39    | 1     | 0     | 0     | 1.000    |
| 2021  | ソフトバンク | 122   | 852   | 76    | 1     | 69    | .999     | 23    | 26    | 0     | 0     | 0     | 1.000    |
| 2022  | ソフトバンク | 95    | 620   | 65    | 3     | 51    | .996     | 23    | 32    | 1     | 0     | 0     | 1.000    |
| 2023  | ソフトバンク | 128   | 959   | 55    | 2     | 56    | .998     | 12    | 19    | 0     | 0     | 0     | 1.000    |
| 通算  | 通算         | 739   | 4702  | 336   | 22    | 354   | .996     | 802   | 1223  | 30    | 6     | 4     | .995     |

- 2023年度シーズン終了時
- 各年度の太字はリーグ最高
- 太字年はゴールデングラブ賞受賞年

### タイトル
- 最多安打：1回（2014年）※山田哲人と共に平成生まれ初

### 表彰
- ゴールデングラブ賞：4回（一塁手部門：2020年 - 2023年）※ 2020年は投票同数のため中田翔との同時受賞、一塁手部門を4年連続は小笠原道大に並んでパ・リーグ歴代1位タイ
- 日本シリーズ優秀選手賞：2回（2018年、2020年）
- クライマックスシリーズMVP：1回（2020年）
- スピードアップ賞：1回（打者部門：2023年）

### 記録
初記録
- 初出場：2011年5月3日、対東北楽天ゴールデンイーグルス4回戦（福岡Yahoo! JAPANドーム）、8回裏に小久保裕紀の代走で出場
- 初打席：2011年5月7日、対北海道日本ハムファイターズ4回戦（札幌ドーム）、6回表にボビー・ケッペルから投手ゴロ
- 初先発出場：2011年5月10日、対オリックス・バファローズ4回戦（福岡Yahoo! JAPANドーム）、「8番・左翼手」で先発出場
- 初安打・初打点：同上、2回裏に寺原隼人から左前適時打[106]
- 初盗塁：同上、2回裏に三盗（投手：寺原隼人、捕手：前田大輔）
- 初本塁打：2013年6月23日、対東北楽天ゴールデンイーグルス9回戦（日本製紙クリネックススタジアム宮城）、3回表にブランドン・ダックワースから右越ソロ

節目の記録
- 1000安打：2020年9月17日、対北海道日本ハムファイターズ18回戦（札幌ドーム）、9回表に上原健太から三塁内野安打 ※史上308人目[106]
- 1000試合出場：2020年10月8日、対埼玉西武ライオンズ17回戦（メットライフドーム）、「2番・一塁手」で先発出場 ※史上508人目[107]
- 1500試合出場：2024年9月15日、対オリックス・バファローズ20回戦（京セラドーム大阪）、12回表一死に野村勇の代打で出場 ※史上209人目[108]

その他の記録
- 全打順本塁打：2021年10月9日、対オリックス・バファローズ24回戦（福岡PayPayドーム）、8番で先発出場、5回裏に山本由伸から右越ソロ ※史上21人目[109]
- オールスターゲーム出場：2回（2018年、2023年）

### 背番号
- 60（2008年 - 2014年）
- 7（2015年 - ）

### 登場曲
- 「ワンダフルデイズ」ONE☆DRAFT（2011年）
- 「今走り出せば」いきものがかり（2012年）
- 「with you」ゆず（2012年）
- 「ツヨクツヨク」ももいろクローバーZ（2013年）
- 「ココ☆ナツ」ももいろクローバーZ（2013年）
- 「ワイルド アット ハート」嵐（2013年）
- 「Only One。」ハジ→（2013年）
- 「夏を抱きしめて」TUBE（2013年）
- 「夏だね」TUBE（2013年）
- 「PUSH」ももいろクローバーZ（2014年）
- 「BAD BOY」BIGBANG（2014年 - 2015年）
- 「RINGA LINGA」SOL (from BIGBANG)（2014年）
- 「BODY -KR Ver.-」SOL (from BIGBANG)（2014年）
- 「WHERE YOU AT -KR Ver.-」SOL (from BIGBANG)（2014年）
- 「COUP D'ETAT feat. DIPLO & BAAUER」G-DRAGON（2014年）
- 「終わりなき旅」Mr.Children（2014年）
- 「ドアの向こうへ」fumika（2015年 - 2016年）
- 「たいせつな光」fumika（2015年）
- 「LINK LINK」ももいろクローバーZ（2015年）
- 「GOOD BOY」GD X TAEYANG (from BIGBANG)（2015年）
- 「BAE BAE -KR Ver.-」BIGBANG（2015年）
- 「EL DORADO」EXO（2015年）
- 「SOBER -KR Ver.-」BIGBANG（2015年 - 2016年）
- 「Shining Diamond」SEVENTEEN（2015年）
- 「WINGS -JPN Ver.-」D-LITE (from BIGBANG)（2016年）
- 「ONLY LOOK AT ME」SOL（2016年）
- 「WITHOUT YOU」G-DRAGON feat. ROSÉ of BLACKPINK（2016年）
- 「SINOSIJAK -KR Ver.-」iKON（2016年）
- 「RHYTHM TA -KR Ver.-」iKON（2016年）
- 「LOVE ME RIGHT -KR Ver.-」EXO（2016年）
- 「걸어 All In」 MONSTA X（2016年）
- 「Save me -KR Ver.-」 防弾少年団（2016年）
- 「ラッキーセブン」 AKB48（2016年 - 2017年）
- 「Hero」 安室奈美恵（2016年）
- 「Treasure」 Bruno Mars（2017年）
- 「FXXK IT」 BIGBANG（2017年）
- 「Fighter」 fumika（2017年）
- 「Lose Yourself」 Eminem（2017年）
- 「Happy」 Pharrell Williams（2017年）
- 「Candyman」 ZEDD & Aloe Blacc（2017年）
- 「助演男優賞」 Creepy Nuts（2017年）
- 「アグレッシ部」 KREVA（2017年）
- 「Moonshine」Bruno Mars（2017年）
- 「All Time Low」Jon Bellion（2017年）
- 「Top Of The World」Zeebra（2017年）
- 「Hangover」AK-69（2017年）
- 「Despacito (Remix)」Luis Fonsi, Daddy Yankee feat. Justin Bieber（2017年）
- 「KINGPIN」AK-69（2017年）
- 「Shape Of You」Ed Sheeran（2017年 - ）
- 「LOUDER」SOL (from BIGBANG)（2018年）
- 「Something just like this」The Chainsmokers & Cold play（2018年）
- 「That's What I Like」Bruno Mars（2018年 - 2019年）
- 「Liqure Store Blues feat. Damian Marley」Bruno Mars（2018年 - 2019年）
- 「Who Do You Love」The Chainsmokers & 5Seconds of Summer（2019年）
- 「Intoxicated」Martin Solveig& GTA（2019年 - ）
- 「Versace On The Floor」Bruno Mars（2019年）
- 「宿命」Official髭男dism（2019年）
- 「ESCAPADE」Official髭男dism（2019年）
- 「Summer」Marshmello（2021年）
- 「Oh Boy feat. Juelz Santana」Cam'Ron（2021年）
- 「Levitating」Dua Lipa（2021年）
- 「Good Life feat. T-Pain」Kanye West（2022年）
- 「Turn Down For What」Lil Jon & DJ Snake（2022年）
- 「Hotel California」Eagles（2022年）
- 「Always」光永亮太（2022年）
- 「glory colors ～風のトビラ～」ZONE（2022年）

### 代表歴
- 2010 IBAFインターコンチネンタルカップ 日本代表
- 2015 WBSCプレミア12 日本代表